# Juan Maraver López
Juan Maraver López (Bollullos Par del Condado, Huelva, 11 de abril de 1936-Sevilla, 8 de enero de 2017) fue un futbolista español que jugaba en la demarcación de defensa. Fue el padre del también futbolista Juan Maraver González.

## Biografía
Empezó a formarse como futbolista en las categorías inferiores del Sevilla FC, hasta que en la temporada 1954/55 hizo su debut, el 6 de febrero de 1955, en liga contra el Deportivo Alavés. Jugó en el club hispalense hasta 1962, año en el que se fue durante una temporada al Sevilla Atlético. Tras finalizar su paso por la cantera, volvió al primer equipo hasta 1967. Finalmente, tras pasar las tres últimas temporadas en el Real Murcia CF, colgó las botas.
Falleció el 8 de enero de 2017 en Sevilla a los 80 años de edad.

## Clubes
| Club             | País   | Año       | Partidos | Goles |
| ---------------- | ------ | --------- | -------- | ----- |
| Sevilla FC       | España | 1954-1962 | 61       | 0     |
| Sevilla Atlético | España | 1962-1963 | 15       | 0     |
| Sevilla FC       | España | 1963-1966 | 31       | 0     |
| Real Murcia CF   | España | 1966-1969 | 43       | 0     |